# Boschpolder
Het waterschap Boschpolder was een waterschap in de gemeente Naaldwijk in de Nederlandse provincie Zuid-Holland.
Het waterschap was verantwoordelijk voor de vervening, drooglegging en later de waterhuishouding in de polder.
De polder ligt ten zuiden van de Gantel, en ten westen van Honselersdijk. De polder is grotendeels bebouwd met kassen.